# Red River, New Mexico
Red River är en ort i Taos County, New Mexico, USA. Orten ligger vid södra delen av Klippiga bergen och är en vintersportort.